# Erik Tuvén
Erik Tuvén, född 1721, död 1766 i Stockholm, var en svensk botaniker och lärjunge till Carl von Linné.
År 1754 började han hålla föreläsningar i naturalhistoria vid Riddarhuspalatset och ordna botaniska exkursioner för ungdom. Han blev anställd av Collegium Medicum och demonstrator (från 1761) vid den botaniska trädgården vid Serafimerlasarettet på Kungsholmen i Stockholm. Han sålde herbarieark i omgångar till Collegium Medicum och gav apotekseleverna i Stockholm undervisning i botanik. Från 1764, möjligen tidigare, och till sin död, fungerade Tuvén som demonstrator vid  Vetenskapsakademiens samlingar. Han sålde även växter och insekter till Vetenskapsakademien liksom insekter till kung Adolf Fredrik.